# Innovia Monorail
Innovia Monorail es un sistema de monorraíl totalmente automatizado y sin conductor actualmente fabricado y comercializado por Alstom como parte de su serie Innovia de sistemas de transporte totalmente automatizados. Su diseño de vigas a horcajadas se basa en el monorraíl ALWEG, que se desarrolló por primera vez en la década de 1950 y luego fue popularizado por Disney en sus parques temáticos.

## Historia
En 1989, Walt Disney World adquirió una nueva flota de trenes monorraíl Mark VI construidos por Bombardier Transportation. Posteriormente, Bombardier suministró su primer sistema de monorraíl llave en mano en 1991 al Aeropuerto Internacional de Tampa en Florida; seguido de un contrato para el sistema de monorraíl JTA Skyway en Jacksonville, Florida en 1994. Poco después, en 1996, el Aeropuerto Internacional Newark Liberty inauguró un sistema de monorraíl Von Roll para conectar todas sus terminales. La tecnología de Von Roll fue vendida a Adtranz y posteriormente adquirida por Bombardier. Estos primeros sistemas ahora se agrupan bajo el nombre de Innovia Monorail 100.

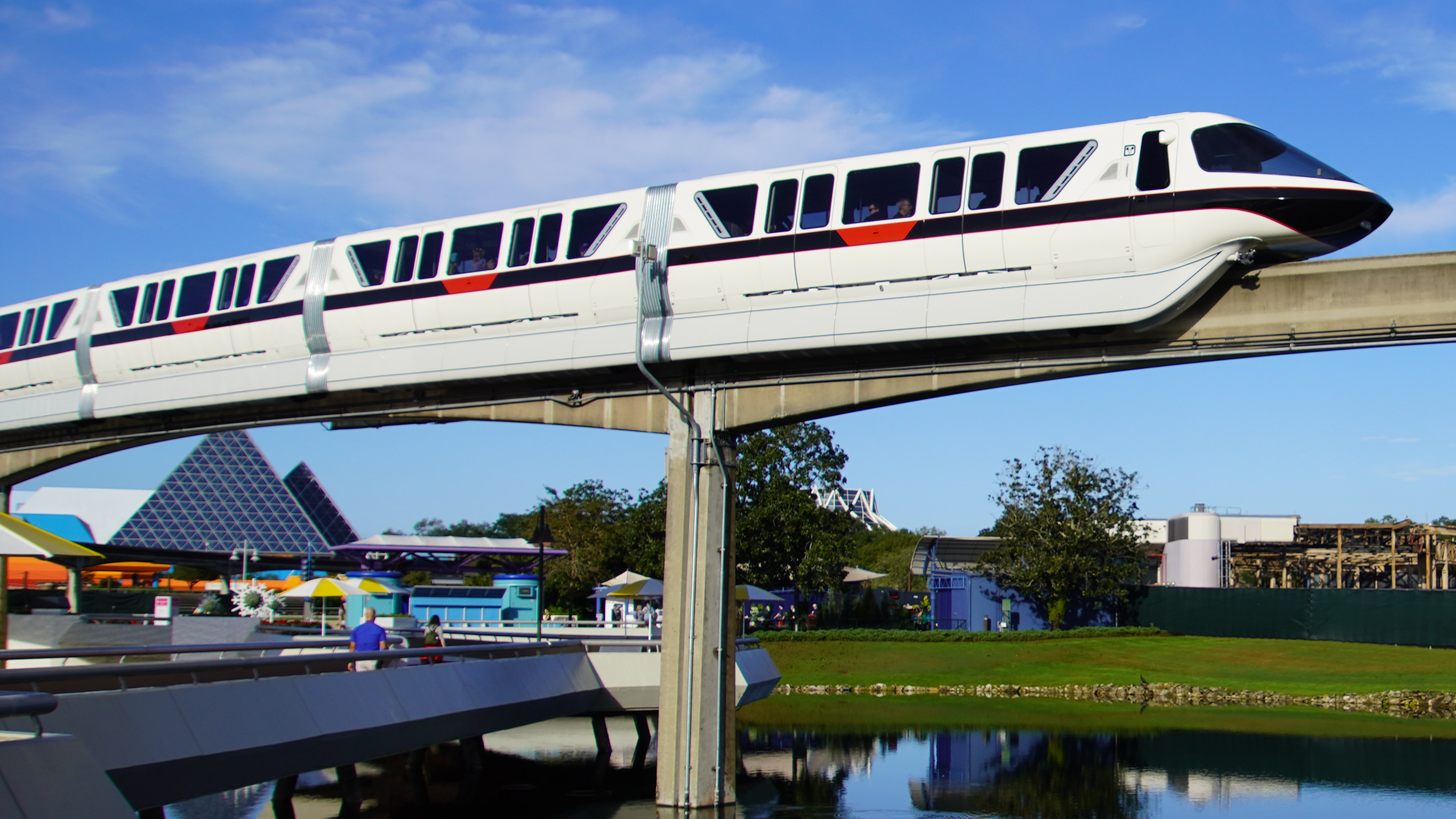
Monorraíl de Walt Disney World

En julio de 2004, Las Vegas inauguró su sistema de monorraíl Mark IV Las Vegas Monorail de 6 millas de largo (tecnología ahora conocida como sistema Innovia Monorail 200). El sistema sufrió repetidas dificultades técnicas, incluida la caída de piezas de un vehículo en movimiento, durante los primeros meses de servicio. El sistema se cerró temporalmente durante 4 meses y se reabrió en diciembre de 2004. Desde entonces, el monorraíl transporta 30.000 pasajeros diariamente, a pesar de ello todavía no cumple con las estimaciones originales de número de pasajeros.
En 2010, las ciudades de Riad, Arabia Saudita y São Paulo, Brasil, realizaron pedidos a Bombardier para su último sistema Innovia Monorail 300. En 2015, ambos sistemas todavía están en entrega. El sistema de Riad es para el nuevo distrito financiero Rey Abdullah, que será un centro económico sin automóviles en Medio Oriente. El sistema de São Paulo será parte de la red de transporte masivo de la ciudad y dará servicio a 17 estaciones entre los distritos residenciales de Vila Prudente y Cidade Tiradentes. La línea inició sus operaciones en agosto de 2014 y actualmente incluye diez estaciones.
En noviembre de 2014, Bombardier firmó un acuerdo de empresa conjunta (JV) con CSR (ahora CRRC) Puzhen en China para desarrollar y fabricar vehículos Innovia Monorail e Innovia APM para el mercado chino.
En agosto de 2019, un consorcio que incluía a Bombardier firmó un acuerdo con la Autoridad Nacional de Túneles en El Cairo, Egipto, que incluía el desarrollo y construcción de 70 trenes monorraíl de 4 vagones por 2.850 millones de dólares para dos nuevas líneas, entre el Este de El Cairo y la Nueva Capital Administrativa, y entre Guiza y la Ciudad 6 de Octubre.

## Características técnicas

### Operación sin conductor

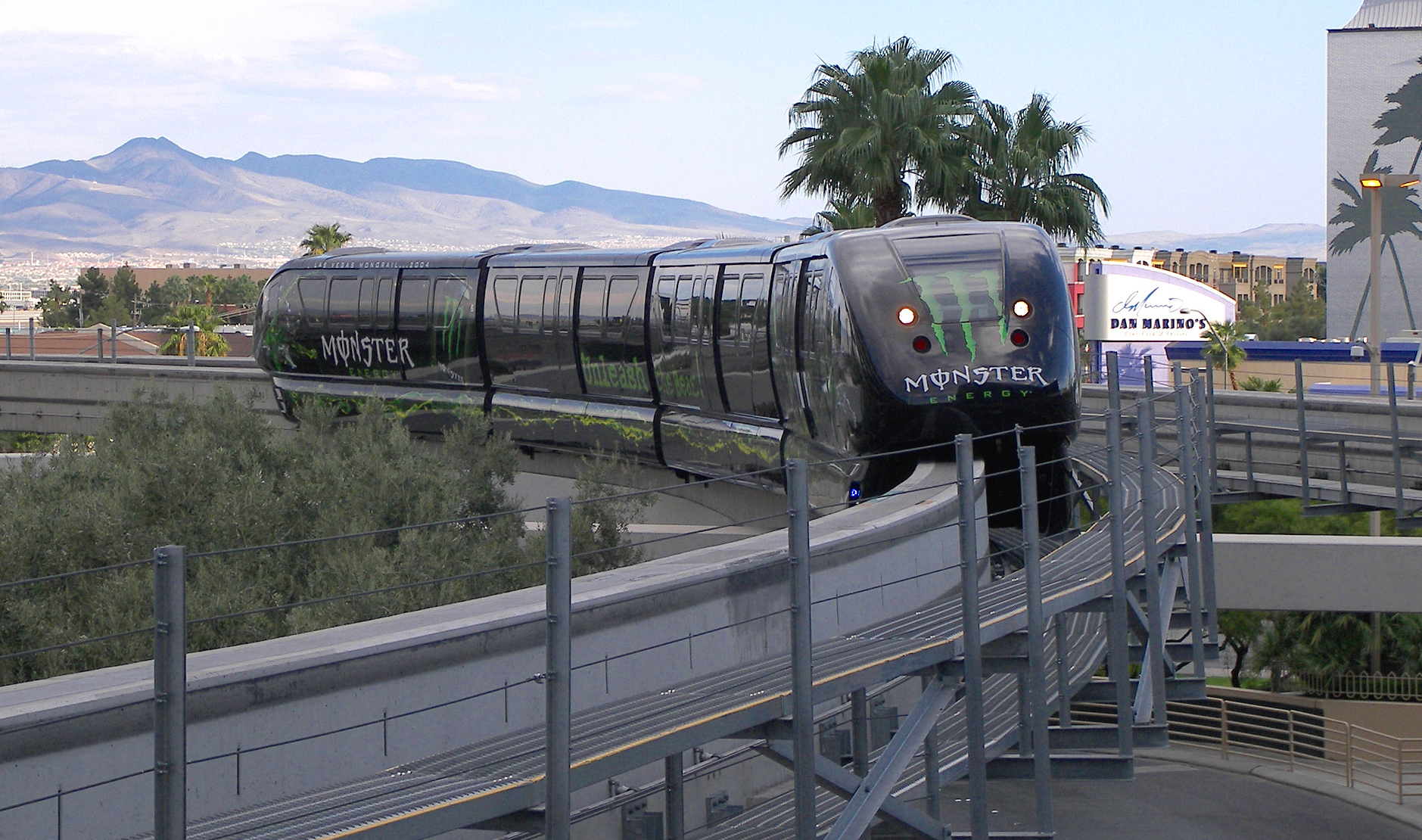
Monorraíl de Las Vegas

Los monorraíles Innovia están completamente automatizados y utilizan una variedad de tecnologías de control de trenes. Sin embargo, los monorraíles de Riad y São Paulo están equipados con el control de trenes basado en comunicaciones CITYFLO 650. La operación sin conductor ofrece muchas ventajas, incluida una mayor seguridad, alta confiabilidad, intervalos más cortos entre trenes y menores costos de mantenimiento.

### Vigas guía
Estos monorraíles funcionan sobre una viga guía estrecha y elevada. Las vigas guía prefabricadas y postensadas se construyen en una ubicación fuera del sitio y luego se instalan en el sistema. Las vigas guía tienen 690 milímetros (27 pulgadas) de ancho. El Innovia Monorail 300 fue diseñado para recorrer curvas de hasta 46 m y una pendiente máxima del 6%. Los interruptores de monorriel son interruptores de pivote de múltiples posiciones o de reemplazo de viga.

### Seguridad
Los sistemas Innovia Monorail tienen pasarelas de evacuación a lo largo de toda la viga guía. Estas pasarelas permiten a los pasajeros escapar de cualquier peligro a bordo. El equipo de mantenimiento también utiliza estos pasillos para reparaciones y mantenimiento general del sistema.

### Capacidad
Bombardier afirma actualmente que el INNOVIA 300 tiene capacidad para 40.000 pasajeros por hora y sentido (pphpd), equivalente a los mejores monorraíles. Bombardier también ha declarado que el sistema puede manejar 49.600 pphpd con ocho trenes de vagones en intervalos de 75 segundos (48 trenes por hora) con seis pasajeros por metro cuadrado. Esto equivale a los mejores sistemas de tránsito rápido.

## Producción
Las tres generaciones de Monorraíles Innovia se han ensamblado en diferentes plantas. Hoy en día, existen múltiples instalaciones de producción que han producido los trenes, incluidas Kingston, Canadá; Wuhu y Liuzhou, China; Hortolândia, Brasil y Derby, Reino Unido.

## Implementaciones del sistema

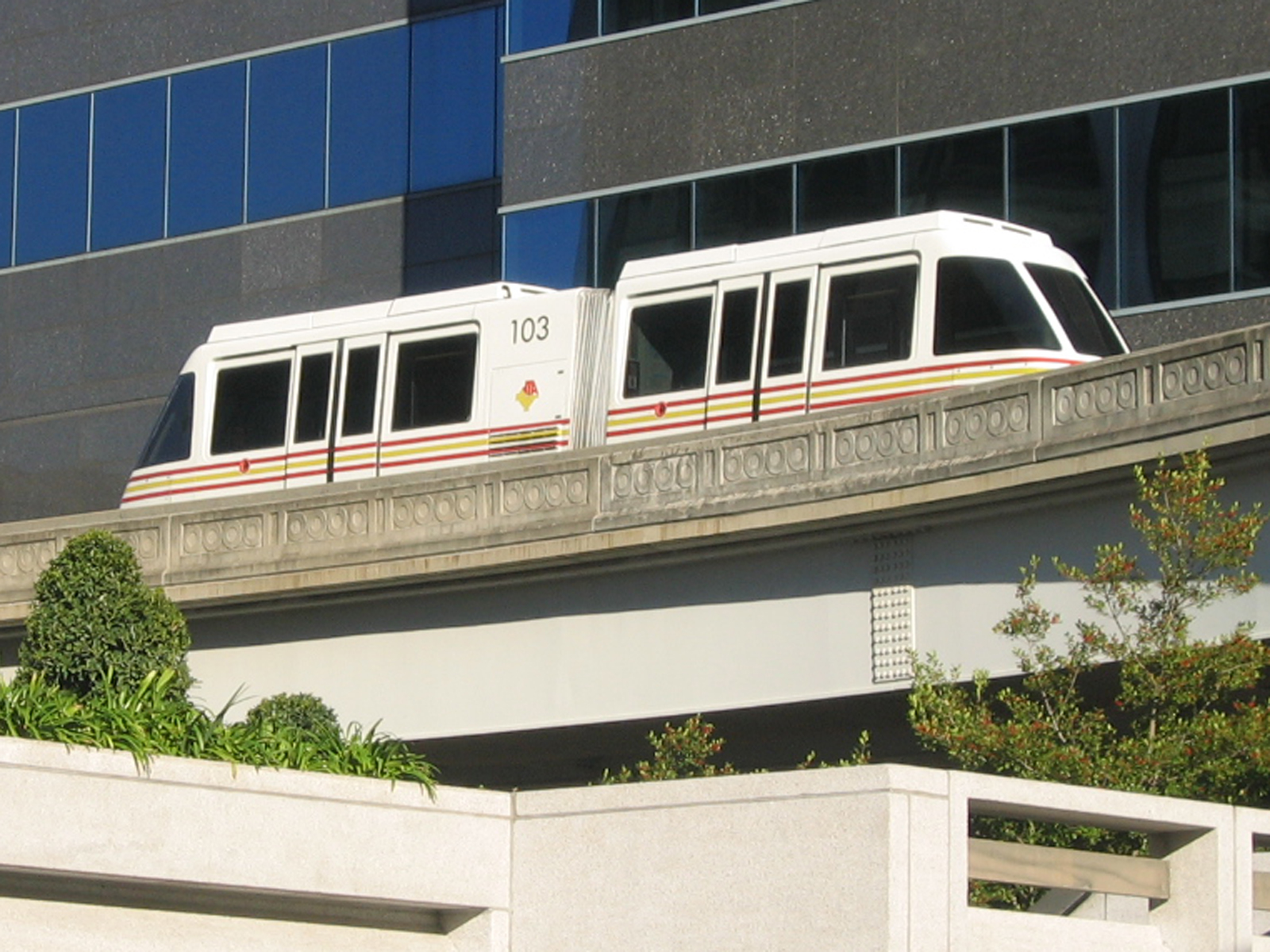
Monorraíl Innovia 100 en Jacksonville

### Sistemas Innovia Monorraíl 100

#### Actual
- Monorriel de Jacksonville
- AirTrain Newark

#### Difunto
- Aeropuerto Internacional de Tampa (1991-2020)

### Sistemas Innovia Monorraíl 200
- Monorriel de Las Vegas

### Sistemas Innovia Monorraíl 300

#### Actual
- Línea 15 del Metro de São Paulo
- Wuhu Rail Transit
- Línea Amarilla (Metro de Bangkok)
- Línea Rosa (Metro de Bangkok)

#### En construcción
- Distrito financiero Rey Abdullah
- Liuzhou Rail Transit
- Monorraíl de El Cairo
- Monorriel de Santiago de los Caballeros
- Línea 4 del Metrorrey
- Línea 6 del Metrorrey

## Premios
El Chicago Athenaeum organiza cada año el concurso Good Design Award. En 2014, el Innovia Monorail 300 ganó el premio Good Design Award en la categoría Transporte 2014.

## Accidentes e incidentes
São Paulo, única ciudad del mundo que tiene en funcionamiento un monorriel Innovia 300, ha sufrido múltiples averías en su sistema, debido a problemas en la implementación y en el propio proyecto del tren, desde que comenzó a operar comercialmente. En 2016, un tren partió de la estación de Oratório con las puertas abiertas, lo que afortunadamente no provocó accidentes, debido a un error en la programación realizada por Bombardier en las computadoras del tren. Vale la pena señalar que esos trenes circulan por vías desprotegidas de 15 metros (45 pies) de altura. 
- En enero de 2019, dos trenes chocaron en la próxima estación Jardim Planalto, lo que provocó que ambos quedaran inutilizables durante el resto del año. Según el sindicato de trabajadores del metro, este accidente se produjo porque hay un vacío en el sistema: si un tren se para, desaparece del sistema de control y no es visto por los demás, lo que podría (y supuestamente causó) accidentes.[26][27][28]
- En enero de 2020, debido a una mala construcción, se cayeron tornillos de uno de los interruptores de vía de la línea, lo que provocó que la línea funcionara de manera precaria durante cinco días.[29] El tramo en el que esto ocurrió (en las proximidades de la estación de São Lucas) había sido inaugurado sólo dos años antes. En febrero de 2020 se produjo el peor accidente hasta el momento: un neumático del tren M20 explotó, provocando el apagado total del sistema mientras los técnicos de Bombardier investigaban lo sucedido, reabriendo parcialmente noventa y cuatro días después (el 1 de junio) y reapertura total 111 días después del incidente, el 18 de junio.[30][31] Según un informe preliminar del Instituto de Investigaciones del Estado de São Paulo, lo que provocó el incidente fueron cientos de imperfecciones en los rieles de concreto, lo que provocó fuertes vibraciones que, a su vez, hicieron que el mecanismo runflat del neumático tocara la goma del interior de la rueda. , provocando un desgaste prematuro y la consiguiente rotura.[32][33] Después de una investigación, se descubrió que los 23 trenes operativos de la flota de la línea se habían visto afectados por este problema.[34]